# Aspergillus panamensis
Aspergillus panamensis är en svampart som beskrevs av Raper & Thom 1944. Aspergillus panamensis ingår i släktet Aspergillus och familjen Trichocomaceae.   Inga underarter finns listade i Catalogue of Life.
Arten kan producera flera antibakteriella ämnen.